# Franco Costanzo
Franco Costanzo (ur. 5 września 1980 roku w Río Cuarto) – argentyński piłkarz występujący na pozycji bramkarza.

## Kariera klubowa
Franco Costanzo zawodową karierę rozpoczynał w 2001 roku w Club Atlético River Plate, z którym trzy razy zdobył mistrzostwo Argentyny – w turniejach zamknięcia 2002, 2003 oraz 2004. Przez sześć sezonów spędzonych w River Plate Costanzo rozegrał 87 ligowych pojedynków, a o miejsce w podstawowej jedenastce rywalizował z takimi zawodnikami jak Roberto Bonano, Germán Lux i Juan Pablo Carrizo.
Latem 2005 roku Argentyńczyk podpisał kontrakt z Deportivo Alavés. Wygrał rywalizację o miejsce w podstawowym składzie z Roberto Bonano i w sezonie 2005/2006 wziął udział w 31 spotkaniach Segunda División.
Następnie Costanzo został zawodnikiem FC Basel, działacze którego zapłacili za niego 1,4 miliona funtów. W nowym klubie miał zastąpić Pascala Zuberbühlera, który odszedł do West Bromwich Albion. Razem z zespołem z Bazylei argentyński bramkarz w 2007 i 2008 roku wywalczył Puchar Szwajcarii, a w sezonie 2006/2007 przyznano mu nagrodę dla najlepszego piłkarza drużyny. 17 lipca Costanzo został wybrany nowym kapitanem swojego zespołu (opaskę kapitańską przejął od Ivana Ergica) i podpisał z nim nowy kontrakt do 2011 roku. 18 lipca wystąpił w wygranym 2:1 spotkaniu o Superpuchar Szwajcarii z BSC Young Boys i został najlepszym zawodnikiem meczu.
4 października 2009 roku Costanzo rozegrał swój setny ligowy mecz dla FC Basel, a ten przegrał z FC Sankt Gallen 0:2.
W latach 2011–2012 grał w Olympiakosie, w którym zakończył karierę.

## Kariera reprezentacyjna
Costanzo w 1999 roku rozegrał cztery mecze dla reprezentacji Argentyny do lat 20. Był członkiem zespołu, który dotarł do 1/8 finału młodzieżowych Mistrzostw Świata 1999. W dorosłej kadrze Costanzo zadebiutował 9 października 2004 roku w pojedynku eliminacji do Mistrzostw Świata 2006 przeciwko Urugwajowi, który zakończył się wygraną "Albicelestes" 4:2.